# Brüder Le Nain
Die Brüder Le Nain waren drei französische Maler des 17. Jahrhunderts. Sie betrieben in Paris eine gemeinsame Werkstatt und waren auf Porträts, religiöse Motive sowie bäuerliche Szenen spezialisiert.
- Louis Le Nain (1593–1648)
- Antoine Le Nain (1588–1648)
- Mathieu Le Nain (1607–1677)